# أندرسون ريبيرو بيريرا
أندرسون ريبيرو بيريرا (15 أبريل 1980 بريو دي جانيرو في البرازيل - ) هو لاعب كرة قدم برازيلي في مركز الهجوم. لعب مع بوتافوغو ريغاتاس وبي إس إم إس ميدان ونادي أمريكا ونادي ساو باولو ونادي فاسكو دا غاما ونادي كلاكسفيك وDuque de Caxias Futebol Clube ‏ واستوديانتس دي التاميرا ‏ ونادي ناوتيكو.

## وصلات خارجية
- أندرسون ريبيرو بيريرا على موقع Soccerway.com (الإنجليزية)